# ガレネ (小惑星)
ガレネ (427 Galene) は、小惑星帯に位置する典型的な小惑星である。
オーギュスト・シャルロワがニースで発見し、ギリシア神話に登場するネレイデスの一柱にちなんで名づけられた。